# Jacques Rispal
Jacques Rispal (Belvès, 1 augustus 1923 - Suresnes, 9 februari 1986) was een Frans acteur.
In 65 films was hij te zien in kleine bijrollen, vanaf het midden van de jaren zestig tot aan zijn overlijden in het midden van de jaren tachtig.

## Leven en werk

### Engagement, opleiding en eerste stappen in de toneel- en filmwereld
Tijdens de Tweede Wereldoorlog trad Rispal, samen met zijn vader, toe tot het verzet en hielp Joden ontsnappen aan de nazi's. Na de bevrijding trok hij naar Parijs om toneellessen te nemen bij Charles Dullin en Pierre Renoir. Via Dullin kwam hij in contact met toneelregisseur en dramaturg André Barsacq die Dullin als directeur was opgevolgd bij het Théâtre de l'Atelier. Barsacq gaf Rispal regelmatig de kans om moderne auteurs als Marcel Aymé, Jean Anouilh en Friedrich Dürrenmatt te vertolken in de loop van de jaren vijftig-begin jaren zestig.
Het was trouwens dankzij Barsacq dat Rispal een eerste keer zijn opwachting maakte in de filmwereld: Le Rideau rouge (1952) was Barsacqs enige film als regisseur (1952). In dit drama dat zich afspeelde in het theatermilieu kreeg Rispal zijn eerste bijrolletje. Het bleef voorlopig bij die ene film want de volgende jaren wijdde hij zich aan het toneel.
Aan het einde van de jaren vijftig engageerde Rispal zich politiek en werd hij lid van de Franse Communistische Partij. Hij sloot zich aan bij de Réseau Jeanson die hulp bood aan militanten van het Front de Libération Nationale tijdens de Algerijnse Oorlog. Omwille van dit engagement werd hij uit de partij gezet, werden hem zijn burgerrechten ontnomen en werd hij veroordeeld tot een gevangenisstraf van drie jaar.
Pas in 1962 hernam hij zijn filmactiviteiten. Hij werd gecast in derderangsrollen en werd, zeker vanaf de jaren zeventig, een vertrouwd gezicht bij het Franse filmpubliek.

### Vruchtbare jaren en samenwerkingen
De jaren zeventig vormden zijn drukste periode. Hij werd toen gevraagd voor 45 films. Hij speelde de ene bijrol na de andere in commerciële films van gedegen vakmannen als onder meer Bertrand Blier (4 films), José Giovanni (4), Pierre Granier-Deferre (3), Robert Enrico (2), Alain Corneau (2) en Jean-Louis Bertuccelli (2). 
Ook nouvelle vague-cineasten als François Truffaut (2), Alain Resnais (2) en Louis Malle deden een beroep op Rispal net als andere filmauteurs als Luis Buñuel (2) en Costa-Gavras (2).
Rispal verscheen in heel wat debuutfilms. Hij was niet alleen te zien in de eerste langspeelfilm van onder meer Jean Becker, Bertrand Blier, Alain Corneau en Robin Davis maar ook in die van de vrouwelijke cineasten Diane Kurys en Coline Serreau en in het tweede werk van Jeanne Moreau.
Rispal overleed in 1986 op 62-jarige leeftijd.

## Filmografie (ruime selectie)
- 1952 - Le Rideau rouge (André Barsacq)
- 1961 - Un nommé La Rocca (Jean Becker) (niet op de generiek)
- 1962 - Le couteau dans la plaie (Anatole Litvak) (niet op de generiek)
- 1963 - L'Année du bac (Maurice Delbez en José-André Lacour)
- 1964 - L'Âge ingrat (Gilles Grangier)
- 1965 - Qui êtes-vous, Polly Maggoo ? (William Klein)
- 1966 - La guerre est finie (Alain Resnais)
- 1966 - Si j'étais un espion (Bertrand Blier)
- 1967 - Tante Zita (Robert Enrico)
- 1968 - L'Écume des jours (Charles Belmont)
- 1968 - Baisers volés (François Truffaut)
- 1969 - La Voie lactée (Luis Buñuel)
- 1969 - La Nuit bulgare (Michel Mitrani)
- 1969 - L'Invitée (L'Invitata) (Vittorio de Seta)
- 1970 - L'Aveu (Costa-Gavras)
- 1970 - Domicile conjugal (François Truffaut)
- 1971 - Le Chat (Pierre Granier-Deferre)
- 1972 - Le Charme discret de la bourgeoisie (Luis Buñuel)
- 1972 - L'Invitation (Claude Goretta)
- 1972 - Les Caïds (Robert Enrico)
- 1972 - La Scoumoune (José Giovanni)
- 1973 - L'Affaire Dominici (Claude Bernard-Aubert)
- 1973 - Deux hommes dans la ville (José Giovanni)
- 1973 - Les Guichets du Louvre (Michel Mitrani)
- 1973 - Le Train (Pierre Granier-Deferre)
- 1974 - Les Valseuses (Bertrand Blier)
- 1974 - Lacombe Lucien (Louis Malle)
- 1974 - On s'est trompé d'histoire d'amour (Jean-Louis Bertuccelli)
- 1974 - Un nuage entre les dents (Marco Pico)
- 1974 - Ce cher Victor (Robin Davis)
- 1974 - France société anonyme (Alain Corneau)
- 1974 - L'Agression (Gérard Pirès)
- 1974 - Section spéciale (Costa-Gavras)
- 1975 - Il faut vivre dangereusement (Claude Makovski)
- 1975 - Les Ambassadeurs (Naceur Ktari)
- 1975 - L'Affiche rouge (Frank Cassenti)
- 1975 - Calmos (Bertrand Blier)
- 1975 - Peur sur la ville (Henri Verneuil)
- 1975 - Adieu poulet (Pierre Granier-Deferre)
- 1975 - Le Gitan (José Giovanni)
- 1976 - Comme un boomerang (José Giovanni)
- 1977 - La Menace (Alain Corneau)
- 1977 - Le mille-pattes fait des claquettes (Jean Girault)
- 1977 - Diabolo menthe (Diane Kurys)
- 1977 - Pourquoi pas ? (Coline Serreau)
- 1978 - L'Adolescente (Jeanne Moreau)
- 1980 - Mon oncle d'Amérique (Alain Resnais)
- 1981 - Pour la peau d'un flic (Alain Delon)
- 1981 - Beau-père (Bertrand Blier)
- 1983 - Interdit aux moins de 13 ans (Jean-Louis Bertuccelli)
- 1983 - Vive la sociale (Gérard Mordillat)
- 1984 - Le Thé à la menthe (Abdelkrim Bahloul)

- Bibliothèque nationale de France: cb12164265z (data)
- Gemeinsame Normdatei: 1034752138
- International Standard Name Identifier: 0000 0000 3442 8911
- Library of Congress Control Number: n91004903
- Système universitaire de documentation: 03017158X
- Virtual International Authority File: 73893966
- WorldCat: E39PBJktq8vp3f47FGgTP3p773